# Rezső Somlai
Rezső Somlai-Stolzparth (14 de outubro de 1911 - 19 de outubro de 1983) foi um futebolista e treinador húngaro. 

## Carreira
Rezső Somlai-Stolzparth fez parte do elenco da Seleção Húngara de Futebol da Copa do Mundo de 1934.

## Ligações Externas
- Perfil em Fifa.com (em inglês)